# 大塚志郎
大塚 志郎（おおつか しろう、1982年11月10日 - ）は、日本の漫画家。大阪府出身。

## 略歴
- 2002年 - 『ビッグコミックスピリッツ増刊 新僧』に「漢とは何ぞや」が掲載されデビュー。
- 2003年 - 「一射入魂」が3月期まんがカレッジにて佳作を受賞。
- 2007年 - 『週刊少年サンデー』10号より「マリンハンター」を短期集中連載。ストーリーを引き継ぐ形で同誌36・37合併号より正式連載開始。
- 2009年 - 『週刊少年サンデー超』4月号より「阿鬼羅」の連載を開始。
- 2010年 - 『増刊ヤングガンガン』vol.10より「射 〜Sya〜」の連載を開始。
- 2014年 - 竹書房を中心に活動。web漫画（ニコニコ静画・ストーリアダッシュなど）、同人誌で複数作品発表。
- 2019年2月 - 「BOOK☆WALKER大賞」の「同人誌・個人出版賞」受賞[2]。

## その他
- 高校時代に弓道部に所属。近畿大会個人2位受賞、個人で全国選抜出場。現在の段位は五段。
- 学生時代に「このくらいできないと漫画家にはなれん！」という動機で、自転車で滋賀県から北海道最北端宗谷岬まで往復。現在も自転車旅行は続けており、実体験をもとにした漫画もびわっこ自転車旅行記シリーズをはじめとして、複数発表している。
- 弓道の漫画を描くことを目標に漫画家を目指し、『月刊ビッグガンガン』で連載の「射 〜Sya〜」にてその目標を実現する。
- アシスタント時代、真剣10代しゃべり場8期第11回（NHK教育 2002年10月19日放送）にて道場破りとして出演したことがある。
- 漫画家になってからも過去に数回のテレビ出演経験あり。
  1. 『おうみ発630(NHK総合　2017年7月13日放送）』にてビワイチの魅力を使えるため大津市と漫画で深い関わりのある大塚がメインで出演
  2. 『NEWSな2人（TBS 2019年5月11日放送）』にて大塚が出演。NEWSの小山に職場を訪問され現場の状況や業界の現状などを語っている。
- pixiv等では「うみはん」のハンドルネームを用いており、同名のサークルで同人誌を発表している。
- 初期の作品はファンタジー系なども描いていたが、今現在は実体験をベースとした作品をメインに発表している。
- YouTubeでは『成富紀之』が特集で密着取材動画を投稿中。

## 作品リスト

### 連載
- マリンハンター（『週刊少年サンデー』2007年36・37合併号 - 2008年26号、全5巻）
  - マリンハンター（『週刊少年サンデー』2007年10号 - 同年13号、短期集中連載）
- 阿鬼羅（『週刊少年サンデー超』2009年4月号 - 2011年12月号、全7巻）（WEB版『クラブサンデー』2009年3月31日 - 2012年2月20日）
- 射 〜Sya〜（『増刊ヤングガンガン』2010年vol.10、同年vol.11、『増刊ヤングガンガンビッグ』2011年Vol.01 - Vol.03、『月刊ビッグガンガン』2011年Vol.01 - 2014年Vol.02、全5巻）
- あくあわーく（『まんがライフMOMO』2014年3月号 - 2016年3月号、全2巻）
- 女子力向上カツドウキロク（『月刊キスカ』2014年2月号（創刊号） - 2015年2月号、全2巻）
- 漫画アシスタントの日常（『月刊キスカ』2015年4月号 - 2016年5月号（不定期連載）、全3巻）
- びわっこ自転車旅行記（『まんがライフMOMO』2016年6月号 - 2018年7月号、2018年10月号ゲスト、『ストーリアダッシュ（web)』及び『ニコニコ動画ニコニコストーリアダッシュ(web)』2018年11月19日 - 2020年10月23日、全7巻、シリーズ物）
- 素人のウチが10日間で漫画原稿を完成させる話 （『ストーリアダッシュ（web)』2017年4月14日 - 2018年1月12日、全1巻）
- 無人島に何か一つ持ってくとしたら何持ってく？って話（『ニコニコ静画(web)』及び『同人誌』 2018年8月 - 2021年4月、全3巻）
- 漫画家家庭教師なお先生～新人漫画賞を獲るための簡単ストーリー創作法～ （旧題）なお先生は怒らない（『GLOBAL COMIC.COM　モチコミ』 2019年3月 - 2019年7月、『DLsite_Comic』2020年6月 - 2022年2月（『DLsite専売』一部先行掲載 2020年6月 - 同年11月）、DL版 全2巻（紙媒体 全3巻（同人誌））
- チャリっこ（びわっこ自転車旅行記のスピンオフ）（『ストーリアダッシュ(web)』2022年3月4日 - 同年7月8日、全1巻）
- すみっこ漫画家のトンデモ『裏』事件簿（『comipo(web)』2023年6月8日 - 2025年1月8日、合本版 全3巻）

### 読切
- 漢とは何ぞや（『ビッグコミックスピリッツ増刊 新僧』2002年6月1日号）
- クソガキ!〜八月のとうもろこし〜（『漫戦スピリッツ 新マンガ選手権』2002年11月17日号）
- 伝説の男（『週刊少年サンデー超』2004年2月25日号）
- マリンハンター（『週刊少年サンデー超』2004年7月25日号、『週刊少年サンデー』2005年34号）
- 阿鬼羅（『週刊少年サンデー超』2005年7月25日号、2008年9月24日号）
- NEO（『週刊少年サンデー超』2006年1月25日号）
- あくあわーく（『まんがライフMOMO』2013年12月号）
- 無人島に何か一つ持ってくとしたら何持ってく？って話（『月刊キスカ』2021年8月号[3]）

### その他
同人誌（うみはん名義）、一部記載
- 五百住さんの漫画道シリーズ
- アナザーマリンシリーズ （連載漫画「マリンハンター」の続編）
- うみはんが教える一次創作同人誌の作り方
- 弓道研鑽録シリーズ
- びわっこ自転車旅行シリーズ
- プロ漫画家の妹の漫画がネットでバズった話
- 初心者から始める 社会人弓道のススメ
- 作者取材のため休載します。
- 漫画の取材で虫を食べに行ったお話（作者取材シリーズ）
- 無人島に何か一つ持ってくとしたら何持ってく？って話シリーズ
- その他2次創作もの（アイドルマスターなど）
- マキノ嬢のハメ技からぬけ出せ！

## 師匠
- 玉井雪雄
- 松江名俊